# Liste der Baudenkmale in Hannover-Mitte
Die Liste der Baudenkmale in Hannover-Mitte enthält die Baudenkmale des hannoverschen Stadtteils Mitte. Die Einträge in dieser Liste basieren überwiegend auf einer Liste des Amtes für Denkmalschutz aus dem Jahr 1985 und sind entsprechend ihrer Aktualität im Einzelfall zu überprüfen.

## Baudenkmalgruppe Häusergruppe Kramerstraße / Burgstraße
Die Baudenkmalgruppe Häusergruppe Kramerstraße/Burgstraße ist unter der ID 30590721 im Denkmalatlas des Landes Niedersachsen eingetragen und nach § 3 (3) Niedersächsisches Denkmalschutzgesetz geschützt.
| Lage                                             | Bezeichnung                                    | Beschreibung                                              | ID       | Bild           |
| ------------------------------------------------ | ---------------------------------------------- | --------------------------------------------------------- | -------- | -------------- |
| Burgstraße 23a 52° 22′ 20″ N, 9° 43′ 57″ O       |                                                | Spittahaus                                                | 30736556 | Weitere Bilder |
| Burgstraße 25 52° 22′ 19″ N, 9° 43′ 57″ O        |                                                |                                                           | 30736576 |                |
| Burgstraße 27 52° 22′ 19″ N, 9° 43′ 57″ O        |                                                |                                                           | 30736597 |                |
| Burgstraße 27a 52° 22′ 19″ N, 9° 43′ 58″ O       |                                                |                                                           | 30736618 |                |
| Burgstraße 29 52° 22′ 19″ N, 9° 43′ 58″ O        |                                                |                                                           | 30736639 |                |
| Burgstraße 31 52° 22′ 18″ N, 9° 43′ 58″ O        |                                                |                                                           | 30736661 |                |
| Burgstraße 33 52° 22′ 18″ N, 9° 43′ 58″ O        |                                                |                                                           | 30736682 |                |
| Holzmarkt 2 52° 22′ 17″ N, 9° 43′ 58″ O          |                                                |                                                           | 30736703 |                |
| Holzmarkt 3 52° 22′ 18″ N, 9° 43′ 58″ O          |                                                |                                                           | 30736724 | Weitere Bilder |
| Knochenhauerstraße 42 52° 22′ 19″ N, 9° 44′ 3″ O |                                                |                                                           | 30736768 |                |
| Kramerstraße 3 52° 22′ 19″ N, 9° 44′ 2″ O        |                                                |                                                           | 30736790 |                |
| Kramerstraße 8 52° 22′ 18″ N, 9° 44′ 0″ O        |                                                |                                                           | 30736847 |                |
| Kramerstraße 9 52° 22′ 18″ N, 9° 44′ 0″ O        |                                                |                                                           | 30736868 |                |
| Kramerstraße 11 52° 22′ 18″ N, 9° 43′ 59″ O      |                                                |                                                           | 30736914 |                |
| Kramerstraße 12 52° 22′ 18″ N, 9° 43′ 58″ O      |                                                |                                                           | 30736934 |                |
| Kramerstraße 13 52° 22′ 18″ N, 9° 43′ 59″ O      | Fachwerk-Wohn- und Geschäftshaus               | Erbaut im 17. Jahrhundert                                 | 30736955 |                |
| Kramerstraße 14 52° 22′ 18″ N, 9° 43′ 59″ O      |                                                |                                                           | 30740899 |                |
| Kramerstraße 15 52° 22′ 18″ N, 9° 43′ 59″ O      |                                                |                                                           | 30736980 |                |
| Kramerstraße 16 52° 22′ 18″ N, 9° 44′ 0″ O       |                                                |                                                           | 30737001 |                |
| Kramerstraße 17 52° 22′ 18″ N, 9° 44′ 0″ O       |                                                |                                                           | 30737026 |                |
| Kramerstraße 22 52° 22′ 18″ N, 9° 44′ 2″ O       |                                                |                                                           | 30737110 |                |
| Kramerstraße 23 52° 22′ 18″ N, 9° 44′ 3″ O       | Fachwerk-Wohn- und Geschäftshaus               | Erbaut im 17. Jahrhundert                                 | 30737131 |                |
| Kramerstraße 24 52° 22′ 18″ N, 9° 44′ 3″ O       | Fachwerk-Wohn- und Gaststättenhaus Broyhanhaus | Erster Bau um 1400, Neubau um 1450, heutiger Bau von 1576 | 30737159 | Weitere Bilder |

## Einzeldenkmale
| Lage                                                                                        | Bezeichnung | Beschreibung | ID       | Bild           |
| ------------------------------------------------------------------------------------------- | --- | --- | -------- | -------------- |
| Brühlstraße 52° 22′ 41″ N, 9° 43′ 32″ O                                                     | Neustädter Friedhof                                                                                               | Friedhof von 1646 bis 1876 betrieben. Im Ensemble. | 30733543 | Weitere Bilder |
| Holzmarkt 52° 22′ 17″ N, 9° 43′ 57″ O                                                       | Leibnizhaus | Wiederaufbau 1983 mit originalgetreu rekonstruierter Renaissance-Fassade an anderem Standort, heute Gästehaus der Gottfried Wilhelm Leibniz Universität Hannover. Nicht im Denkmalatlas enthalten. |          | Weitere Bilder |
| Kurt-Schumacher-Straße, integriert in die Ernst-August-Galerie 52° 22′ 37″ N, 9° 44′ 17″ O  | Portal eines Witwenhauses                                                                                         | Das neobarocke Hauseingangsportal eines Witwenhauses aus dem späten 19. Jahrhundert wurde in die Außenfassade der Ernst-August-Galerie nahe seinem ursprünglichen Standort integriert. Nicht im Denkmalatlas enthalten.                                                                                          |          |                |
| Karmarschstraße 49 52° 22′ 14″ N, 9° 44′ 11″ O                                              | Markthalle Hannover                                                                                               | Ursprünglicher Bau von Paul Rowald (1892), Neubau von Erwin Töllner (1954) | 30739189 | Weitere Bilder |
| Limburgstraße 1 52° 22′ 26″ N, 9° 44′ 7″ O                                                  | Geschäftshaus | Erbaut 1956 als Möbelhaus Borsum, seit 2008 genutzt vom Sozialkaufhaus Fairkauf | 30739253 | Weitere Bilder |
| Rosenstraße 1 52° 22′ 35″ N, 9° 44′ 16″ O                                                   | Ehemaliges Fernmeldeamt 1 (jetzt Hotel)                                                                           | Erbaut in den 1950er Jahren, derzeitige Nutzung als Hotel im Rosenquartier | 30738777 |                |
| Knochenhauerstraße 16 52° 22′ 24″ N, 9° 44′ 0″ O                                            | Wohn- und Geschäftshaus                                                                                           | Im Ensemble Kreuzkirchenviertel | 30738113 |                |
| Schmiedestraße 52° 22′ 24″ N, 9° 44′ 4″ O                                                   | Parkhaus Schmiedestraße                                                                                           | Erbaut in den 1960er Jahren nach Entwurf von Walter Hämer | 30741043 | Weitere Bilder |
| Am Klagesmarkt 7a und 8, Postkamp 16 und 18 52° 22′ 50″ N, 9° 43′ 43″ O                     | | Im Ensemble. | 30590700 |                |
| Postkamp 16 (Bild) und 18 52° 22′ 49″ N, 9° 43′ 43″ O                                       | Apothekerhaus | Um 1860 von Conrad Wilhelm Hase für den Apotheker Thilo Bergmann gebaut. Im Ensemble mit Am Klagesmarkt 7a, 8. |          |                |
| Aegidienkirchhof 52° 22′ 10″ N, 9° 44′ 21″ O                                                | Ruine der Aegidienkirche                                                                                          | [ 1 ] | 30733075 | Weitere Bilder |
| Aegidientorplatz 52° 22′ 9″ N, 9° 44′ 35″ O                                                 | Normaluhr | Falcke-Uhr am Aegidientorplatz | 30734062 | Weitere Bilder |
| Aegidientorplatz 1 / Breite Straße / Georgswall / Friedrichswall 52° 22′ 7″ N, 9° 44′ 33″ O | Ehemaliges Verwaltungsgebäude der Magdeburger Versicherung AG, 1980 bis 2003 Sitz der Kreissparkasse Hannover     | erbaut 1958–1959 nach Entwurf der Architekten Hardt-Waltherr Hämer, Fritz Eggeling und Felix zur Nedden; östlicher Innenhof 1994 durch Glasdach zur Kassenhalle umgenutzt | 30739122 | Weitere Bilder |
| Aegidientorplatz 4 (zwischen Marienstraße und Arnswaldtstraße) 52° 22′ 10″ N, 9° 44′ 39″ O  | Wiederaufbau des Hansa-Hauses                                                                                     | Erheblich veränderter Wiederaufbau des im Zweiten Weltkrieg schwer beschädigten Hansa-Hauses (erbaut 1906 nach Entwurf von Otto Rehnig) | 30734084 | Weitere Bilder |
| Alte Celler Heerstraße 52° 22′ 49″ N, 9° 44′ 8″ O                                           | Eisenbahnüberführung                                                                                              | [ 1 ] |          |                |
| Am Hohen Ufer 52° 22′ 23″ N, 9° 43′ 47″ O                                                   | Martin-Neuffer-Brücke, früher Marstallbrücke                                                                      | [ 1 ] | 30734151 | Weitere Bilder |
| Am Hohen Ufer 52° 22′ 20″ N, 9° 43′ 53″ O                                                   | Tor des Marstalls                                                                                                 | Nicht im Denkmalatlas zu finden. |          | Weitere Bilder |
| Am Hohen Ufer 6 52° 22′ 28″ N, 9° 43′ 46″ O                                                 | Üstra-Haus | [ 4 ] | 42172012 | Weitere Bilder |
| Ecke Am Hohen Ufer 1/Pferdestraße 52° 22′ 19″ N, 9° 43′ 53″ O                               | Rest der Zeughausmauer mit Beginenturm, Teilrest der Stadtmauer Hannover                                          | [ 1 ] |          |                |
| Am Klagesmarkt 52° 22′ 43″ N, 9° 43′ 56″ O                                                  | Alter St.-Nikolai-Friedhof                                                                                        | In den 1950er Jahren zugunsten einer autogerechten Stadt von einer Straße geteilt und verkleinert. | 30733652 | Weitere Bilder |
| Am Klagesmarkt 52° 22′ 51″ N, 9° 43′ 37″ O                                                  | Brunnen | [ 1 ] |          |                |
| Am Markte 52° 22′ 18″ N, 9° 44′ 6″ O                                                        | Marktkirche, Bödeker-Denkmal, Luther-Denkmal                                                                      | [ 1 ] | 30734215 | Weitere Bilder |
| Am Markte 52° 22′ 17″ N, 9° 44′ 9″ O                                                        | Altes Rathaus | Im Denkmalatlas in Objekte für die einzelnen Flügel unterteilt |          | Weitere Bilder |
| Am Markte 52° 22′ 17″ N, 9° 44′ 9″ O                                                        | Marktbrunnen | auch Hase-Brunnen genannt | 30734303 | Weitere Bilder |
| Berliner Allee 12 52° 22′ 37″ N, 9° 44′ 57″ O                                               | Ehemaliges Wohnhaus                                                                                               | [ 1 ] |          |                |
| Bertastraße 3 52° 22′ 18″ N, 9° 44′ 47″ O                                                   | Ehemalige Villa                                                                                                   | [ 1 ] | 30734368 |                |
| Breite Straße 10 52° 22′ 9″ N, 9° 44′ 27″ O                                                 | Ernst-Grote-Haus                                                                                                  | erbaut 1935–1936 nach Entwurf von Adolf Springer; nach starken Kriegsschäden 1949 durch Eduard Jürgens und Hans Mencke wiederaufgebaut | 30734389 | Weitere Bilder |
| Burgstraße 12 52° 22′ 23″ N, 9° 43′ 52″ O                                                   | Fachwerkbau mit Hinterhaus                                                                                        | [ 1 ] | 30734410 | Weitere Bilder |
| Am Marstall 1, 3, 5, 7, 9, 11, 12, 15, 17, 19, 21, 23 52° 22′ 26″ N, 9° 43′ 56″ O           | Kreuzkirchenviertel: Wohn- und Geschäftshäuser                                                                    | Im Ensemble mit Burgstraße 5, 7, 9, 11, 13, 15, 17, 19, 21, Goldener Winkel 2, 4, 6, 8, 10, 12, 14, 16, 18, 20, 22, 24, 26, Knochenhauerstraße 6, 8, 10, 12, 14, 16, 18, 20. 1976 Architekturpreis des BDA an verschiedene Architekten für die gesamte Anlage.                                                   | 30590731 |                |
| Burgstraße 5, 7, 9, 11, 13, 15, 17, 19, 21 52° 22′ 23″ N, 9° 43′ 53″ O                      | Kreuzkirchenviertel: Wohn- und Geschäftshäuser                                                                    | Im Ensemble mit Am Marstall 1, 3, 5, 7, 9, 11, 12, 15, 17, 19, 21, 23, Goldener Winkel 2, 4, 6, 8, 10, 12, 14, 16, 18, 20, 22, 24, 26, Knochenhauerstraße 6, 8, 10, 12, 14, 16, 18, 20. 1976 Architekturpreis des BDA an verschiedene Architekten für die gesamte Anlage.                                        | 30590731 |                |
| Goldener Winkel 2, 4, 6, 8, 10, 12, 14, 16, 18, 20, 22, 24, 26 52° 22′ 25″ N, 9° 43′ 57″ O  | Kreuzkirchenviertel: Wohn- und Geschäftshäuser                                                                    | Im Ensemble mit Am Marstall 1, 3, 5, 7, 9, 11, 12, 15, 17, 19, 21, 23, Burgstraße 5, 7, 9, 11, 13, 15, 17, 19, 21, Knochenhauerstraße 6, 8, 10, 12, 14, 16, 18, 20. 1976 Architekturpreis des BDA an verschiedene Architekten für die gesamte Anlage.                                                            | 30590731 |                |
| Knochenhauerstraße 6, 8, 10, 12, 14, 16, 18, 20 52° 22′ 25″ N, 9° 44′ 0″ O                  | Kreuzkirchenviertel: Wohn- und Geschäftshäuser                                                                    | Ensemble mit Am Marstall 1, 3, 5, 7, 9, 11, 12, 15, 17, 19, 21, 23, Burgstraße 5, 7, 9, 11, 13, 15, 17, 19, 21, Goldener Winkel 2, 4, 6, 8, 10, 12, 14, 16, 18, 20, 22, 24, 26; erbaut 1950–1951 nach Plänen von Ernst Zinsser; 1976 Architekturpreis des BDA an verschiedene Architekten für die gesamte Anlage | 30590731 |                |
| Arthur-Menge-Ufer (Maschsee-Nordufer) 52° 21′ 49″ N, 9° 44′ 14″ O                           | Russischer Friedhof mit Ehrenmal und Grabmälern                                                                   | Ehrenfriedhof am Maschsee-Nordufer, im Ensemble | 30733011 | Weitere Bilder |
| Ballhofstraße 5 52° 22′ 20″ N, 9° 43′ 58″ O                                                 | Ballhof | Ensemble mit Ballhofstraße 4, 6, 7, 8, 10, 12, Burgstraße 23, Kreuzkirchhof 1, 3, 5, 7, 9, Kreuzstraße 1, 3/5, 7, 8, 9, 10, 11 |          |                |
| Ballhofstraße 4, 6, 7, 8, 10, 12 52° 22′ 22″ N, 9° 43′ 59″ O                                | | Im Ensemble mit Ballhofstraße 5 (Ballhof), Burgstraße 23, Kreuzkirchhof 1, 3, 5, 7, 9, Kreuzstraße 1, 3/5, 7, 8, 9, 10, 11. |          |                |
| Burgstraße 23 52° 22′ 20″ N, 9° 43′ 57″ O                                                   | | Im Ensemble mit Ballhofstraße 4, 5 (Ballhof), 6, 7, 8, 10, 12, Kreuzkirchhof 1, 3, 5, 7, 9, Kreuzstraße 1, 3/5, 7, 8, 9, 10, 11. |          |                |
| Kreuzkirchhof 1, 3, 5, 7, 9 52° 22′ 23″ N, 9° 43′ 56″ O                                     | Kreuzklappe | Im Ensemble mit Ballhofstraße 4, 5 (Ballhof), 6, 7, 8, 10, 12, Burgstraße 23, Kreuzstraße 1, 3/5, 7, 8, 9, 10, 11. |          |                |
| Kreuzstraße 1, 3/5, 7, 8, 9, 10, 11 (Schneideramtshaus) 52° 22′ 23″ N, 9° 43′ 57″ O         | | Im Ensemble mit Ballhofstraße 4, 5 (Ballhof), 6, 7, 8, 10, 12, Burgstraße 23, Kreuzkirchhof 1, 3, 5, 7, 9. |          |                |
| Ebhardtstraße 3, 3a 52° 22′ 7″ N, 9° 44′ 21″ O                                              | Lutherhaus | Im Ensemble mit Friedrichswall 17, 19. Heute genutzt durch das Diakonische Werk der Evangelisch-lutherischen Landeskirche Hannovers e. V., früher durch das Amt für Gemeindedienst (heute Haus kirchlicher Dienste) der Evangelisch-lutherischen Landeskirche Hannovers.                                         |          |                |
| Otto-Brenner-Straße 1 52° 22′ 41″ N, 9° 43′ 50″ O                                           | Gewerkschaftshaus                                                                                                 | 1990 wurde das Gewerkschaftshaus Hannover des DGB unter Denkmalschutz gestellt. |          |                |
| Ebhardtstraße 3 / Friedrichswall 15 52° 22′ 7″ N, 9° 44′ 19″ O                              | Reste der Stadtmauer                                                                                              | Stadtmauerrest der Stadtbefestigung Hannover |          |                |
| Ernst-August-Platz 1 52° 22′ 35″ N, 9° 44′ 28″ O                                            | Hannover Hauptbahnhof mit Ernst-August-Denkmal                                                                    | Denkmalinschrift: DEM LANDESVATER SEIN TREUES VOLK |          |                |
| Ernst-August-Platz 3 52° 22′ 36″ N, 9° 44′ 20″ O                                            | Ehemaliges Hotel de Russie                                                                                        | [ 1 ] |          |                |
| Ernst-August-Platz 4 52° 22′ 35″ N, 9° 44′ 21″ O                                            | Central-Hotel | [ 1 ] |          |                |
| Ernst-August-Platz 8 52° 22′ 31″ N, 9° 44′ 30″ O                                            | Gebäude der Eisenbahn-Spar- und Darlehnskasse                                                                     | [ 1 ] |          |                |
| Fernröder Straße 52° 22′ 36″ N, 9° 44′ 35″ O                                                | Eisenbahnbrücke                                                                                                   | [ 1 ] |          |                |
| Friedrichswall 1 52° 22′ 9″ N, 9° 44′ 5″ O                                                  | Wangenheimpalais                                                                                                  | [ 1 ] |          |                |
| Friedrichswall 5 52° 22′ 9″ N, 9° 44′ 10″ O                                                 | Laveshaus | [ 1 ] |          |                |
| Friedrichswall 5a 52° 22′ 9″ N, 9° 44′ 9″ O                                                 | Atelierhaus des Laveshauses                                                                                       | [ 1 ] |          |                |
| Friedrichswall 17, 19 52° 22′ 6″ N, 9° 44′ 20″ O                                            | Wunder-Haus (Friedrichswall 17)                                                                                   | Im Ensemble mit Ebhardtstraße 3, 3a. Heute genutzt durch das Diakonische Werk der Evangelisch-lutherischen Landeskirche Hannovers. |          |                |
| Hanns-Lilje-Platz 1, 2 (Bild), 3, 4/5 52° 22′ 19″ N, 9° 44′ 5″ O                            | Hanns-Lilje-Haus                                                                                                  | Im Ensemble mit Schmiedestraße 5. |          |                |
| Schmiedestraße 5 52° 22′ 20″ N, 9° 44′ 6″ O                                                 | | Im Ensemble mit Hanns-Lilje-Platz 1, 2, 3, 4/5. |          |                |
| Karmarschstraße 44, 46, 48, 50 52° 22′ 14″ N, 9° 44′ 7″ O                                   | | Im Ensemble mit Köbelinger Straße 1, Leinstraße 25. |          |                |
| Karmarschstraße 47 52° 22′ 14″ N, 9° 44′ 12″ O                                              | Sparkasse | Sparkasse Karmarschstraße, errichtet 1973. |          | Weitere Bilder |
| Köbelinger Straße 1 52° 22′ 16″ N, 9° 44′ 9″ O                                              | | Im Ensemble mit Karmarschstraße 44, 46, 48, 50, Leinstraße 25. |          |                |
| Leinstraße 25 52° 22′ 13″ N, 9° 44′ 5″ O                                                    | | Im Ensemble mit Karmarschstraße 44, 46, 48, 50, Köbelinger Straße 1. |          |                |
| Knochenhauerstraße 25, 27 52° 22′ 21″ N, 9° 44′ 2″ O                                        | | Im Ensemble mit Schuhstraße 11. |          |                |
| Schuhstraße 11 52° 22′ 20″ N, 9° 44′ 3″ O                                                   | | Im Ensemble mit Knochenhauerstraße 25, 27. |          |                |
| Marienstraße 31, 35 52° 22′ 10″ N, 9° 44′ 50″ O                                             | Gartenkirche St. Marien, Pfarrhaus, Gartenfriedhof mit Grabmälern                                                 | Im Ensemble. Erbaut 1887–1891 nach Plänen von Rudolph Eberhard Hillebrand. |          |                |
| Prinzenstraße 2, 4/6, 8 52° 22′ 26″ N, 9° 44′ 41″ O                                         | | Im Ensemble. Sitz des Amerika-Haus Hannover von 1990 bis 1995 |          |                |
| Reitwallstraße 3, 4, 5 52° 22′ 30″ N, 9° 43′ 59″ O                                          | | Im Ensemble mit Steintorstraße 7 und 9. |          |                |
| Steintorstraße 7 und 9 52° 22′ 30″ N, 9° 44′ 0″ O                                           | | Haus Eichhorn in der Steintorstraße 7 und Haus Zieseniss in der Steintorstraße 9 im Ensemble mit Reitwallstraße 3, 4, 5. |          |                |
| Georgsplatz 5 52° 22′ 13″ N, 9° 44′ 28″ O                                                   | Gebäude der ehemaligen Reichsbank-Hauptstelle Hannover, heute Bundesbank-Filiale Hannover                         | [ 1 ] |          |                |
| Georgsplatz 20 (Eckgrundstück zur Rathenaustraße) 52° 22′ 17″ N, 9° 44′ 31″ O               | Deutsche Bank, vormals Hannoversche Bank                                                                          | Erbaut 1898–1900 nach Entwurf von Karl Börgemann |          |                |
| Georgstraße 52° 22′ 33″ N, 9° 44′ 0″ O                                                      | Normaluhr | Falke-Uhr in der Georgstraße |          |                |
| Georgstraße (an der Einmündung der Schillerstraße) 52° 22′ 31″ N, 9° 44′ 8″ O               | Schillerdenkmal                                                                                                   | Geschaffen 1863 von Wilhelm Engelhard, 1982 an seinen heutigen Standort transloziert |          |                |
| Georgstraße 2a 52° 22′ 31″ N, 9° 44′ 1″ O                                                   | Geschäftshaus | [ 1 ] |          |                |
| Georgstraße 10 52° 22′ 30″ N, 9° 44′ 8″ O                                                   | Fassade des Georgshauses                                                                                          | Erbaut um 1900 nach Plänen von Hermann Schaedtler und Karl Hantelmann, ursprünglich ein Doppelhaus für den Möbelfabrikanten Louis Fuge, von dem nur noch die Eingangsfassade erhalten ist. |          |                |
| Georgstraße 12 52° 22′ 30″ N, 9° 44′ 9″ O                                                   | Geschäftshaus | [ 1 ] |          |                |
| Georgstraße 22 52° 22′ 28″ N, 9° 44′ 15″ O                                                  | Geschäftshaus | 1950 erfolgte der Innenausbau des Ladengeschäfts der Sprengel Schokoladenfabrik nach Plänen von Ernst Zinsser. |          |                |
| Georgstraße 24 52° 22′ 28″ N, 9° 44′ 16″ O                                                  | Geschäftshaus | [ 1 ] |          |                |
| Georgstraße 31/33 52° 22′ 29″ N, 9° 44′ 18″ O                                               | Ehemaliges Kaufhaus Magis                                                                                         | Heute unter anderem genutzt als Filiale von Hennes & Mauritz und Douglas-Parfümerien |          |                |
| Georgstraße 36 52° 22′ 22″ N, 9° 44′ 23″ O                                                  | Georgspalast | GOP Varieté-Theater Hannover, Eigentümer ist die Wilhelm-Hirte-Stiftung, erbaut 1914–1915 |          |                |
| Georgstraße 44 52° 22′ 21″ N, 9° 44′ 24″ O                                                  | Geschäftshaus | [ 1 ] |          |                |
| Georgstraße 52 52° 22′ 18″ N, 9° 44′ 27″ O                                                  | Kurierhaus | Haus des ehemaligen Hannoverschen Kuriers |          |                |
| Georgstraße 54 52° 22′ 17″ N, 9° 44′ 27″ O                                                  | Haus Basse | [ 1 ] |          |                |
| Georgswall 52° 22′ 11″ N, 9° 44′ 26″ O                                                      | Teile der Stadtbefestigung Hannover                                                                               | Der Mauerrest nahe dem ehemaligen Loccumer Hof steht in einem Durchgang mit verschließbaren Toren an den beiden Zugängen zwischen Georgswall und Osterstraße hinter dem Gebäude der Deutschen Bundesbank. |          |                |
| Goethestraße 52° 22′ 28″ N, 9° 43′ 44″ O                                                    | Goethebrücke über die Leine                                                                                       | Goethebrücke |          |                |
| Goethestraße 17/19 52° 22′ 28″ N, 9° 43′ 48″ O                                              | Ehemalige Königliche Wagenremise                                                                                  | Erbaut 1858–1861 als Abschluss der Marstallanlage am Hohen Ufer nach Plänen von Christian Heinrich Tramm |          |                |
| Goseriede 52° 22′ 41″ N, 9° 43′ 56″ O                                                       | Chor der Nikolaikapelle                                                                                           | 1284 erstmals erwähnt, Kirchenschiff in den 1950er Jahren zugunsten der autogerechten Stadt abgerissen |          |                |
| Goseriede 7 52° 22′ 37″ N, 9° 43′ 53″ O                                                     | Geschäftshaus | Sparkasse an der Goseriede, erbaut 1950 nach Plänen von Ernst Zinsser |          |                |
| Goseriede 9 52° 22′ 37″ N, 9° 43′ 53″ O                                                     | Anzeiger-Hochhaus                                                                                                 | Erbaut 1927–1928 nach Plänen von Fritz Höger |          |                |
| Goseriede 11 52° 22′ 39″ N, 9° 43′ 54″ O                                                    | Goseriedebad (heute Sitz der Kestnergesellschaft und von radio ffn)                                               | Erbaut 1902 bis 1905 nach Plänen von Carl Wolff |          |                |
| Herrenstraße 8 52° 22′ 42″ N, 9° 44′ 7″ O                                                   | Geschäftshaus | erbaut 1906 als Papierlagerhaus mit Büroräumen für die Firma Wilhelm Biermann nach Entwurf von Alfred Sasse, Dachgeschoss später zum Vollgeschoss ausgebaut |          |                |
| Herrenstraße 15 52° 22′ 37″ N, 9° 44′ 8″ O                                                  | Wohnhaus von Constantin Nordmann                                                                                  | [ 1 ] |          |                |
| Hinrich-Wilhelm-Kopf-Platz 1 52° 22′ 14″ N, 9° 44′ 1″ O                                     | Leineschloss mit Plenarsaal, Schlossbrücke, Neues Tor und Schlossbrunnen                                          | Klassizistischer Umbau des Schlosses durch Georg Ludwig Friedrich Laves, Entwurf des Plenarsaals von Dieter Oesterlen |          |                |
| Hinüberstraße 4/4a 52° 22′ 34″ N, 9° 44′ 52″ O                                              | Königshof | Königshof Hannover |          |                |
| Hinüberstraße 20 52° 22′ 29″ N, 9° 44′ 54″ O                                                | Wohnhaus mit alten Fenstern des Alten Rathauses                                                                   | [ 1 ] |          |                |
| Holzmarkt 52° 22′ 17″ N, 9° 43′ 57″ O                                                       | Oskar-Winter-Brunnen                                                                                              | Auch Holzmarktbrunnen | 30735270 | Weitere Bilder |
| Joachimstraße 8 (Eckgrundstück zum Ernst-August-Platz) 52° 22′ 32″ N, 9° 44′ 32″ O          | Ehemalige Bundesbahndirektion (Ernst-August-Carrée)                                                               | 1860–1863 als „Königl. Generaldirektion der Eisenbahnen und Telegraphen zu Hannover“ gebaut |          |                |
| Königstraße 52° 22′ 30″ N, 9° 44′ 44″ O                                                     | Eisenbahnüberführung                                                                                              | Eisenbahnüberführung über die Königstraße |          |                |
| Königstraße 2 52° 22′ 30″ N, 9° 44′ 48″ O                                                   | Bahnmeisterei | [ 1 ] |          |                |
| Königstraße 3 52° 22′ 31″ N, 9° 44′ 48″ O                                                   | Wohnhaus | [ 1 ] |          |                |
| Königstraße 6 52° 22′ 31″ N, 9° 44′ 51″ O                                                   | Wohnhaus | [ 1 ] |          |                |
| Königstraße 6a 52° 22′ 32″ N, 9° 44′ 52″ O                                                  | Wohnhaus | [ 1 ] |          |                |
| Königstraße 7 52° 22′ 32″ N, 9° 44′ 53″ O                                                   | Wohnhaus | [ 1 ] |          |                |
| Königstraße 45 52° 22′ 35″ N, 9° 44′ 57″ O                                                  | Wohnhaus | [ 1 ] |          |                |
| Königstraße 48 52° 22′ 34″ N, 9° 44′ 55″ O                                                  | Wohn- und Geschäftshaus                                                                                           | [ 1 ] |          |                |
| Königstraße 49 52° 22′ 34″ N, 9° 44′ 54″ O                                                  | Wohn- und Geschäftshaus                                                                                           | [ 1 ] |          |                |
| Königstraße 50/50a 52° 22′ 33″ N, 9° 44′ 53″ O                                              | Königshof | Königshof Hannover, siehe auch Hinüberstraße |          |                |
| Königsworther Platz 1/Schloßwender Straße 52° 22′ 26″ N, 9° 44′ 7″ O                        | Verwaltungsgebäude                                                                                                | Conti-Hochhaus, erbaut 1952/1953 nach Plänen von Ernst Zinsser und Werner Dierschke als Hauptverwaltung für die Continental AG, seit 1995 genutzt durch die Gottfried Wilhelm Leibniz Universität Hannover („Conti-Campus“)                                                                                      |          |                |
| Kreuzkirchhof 11 52° 22′ 24″ N, 9° 43′ 58″ O                                                | Kreuzkirche | [ 1 ] |          |                |
| Landschaftstraße 2a 52° 22′ 18″ N, 9° 44′ 33″ O                                             | Verwaltungsgebäude                                                                                                | [ 1 ] |          |                |
| Landschaftstraße 7 52° 22′ 19″ N, 9° 44′ 35″ O                                              | Haus Ebeling | [ 1 ] |          |                |
| Landschaftstraße 8 (Eckgrundstück zur Sophienstraße) 52° 22′ 21″ N, 9° 44′ 35″ O            | Braunschweigisch-Hannoversche Hypothekenbank                                                                      | Bildschmuck (Brunsviga, Hannovera) am Giebel geschaffen 1897/1898 von Karl Gundelach |          |                |
| Lavesstraße 77/78 52° 22′ 27″ N, 9° 44′ 47″ O                                               | Ehemalige Bundesbahndirektion                                                                                     | Seit 2010 genutzt als Hotel |          |                |
| Lavesstraße 82 52° 22′ 28″ N, 9° 44′ 43″ O                                                  | Renaissance-Fassade                                                                                               | Overlachsches Haus | 30735614 | Weitere Bilder |
| Leibnizufer 52° 22′ 15″ N, 9° 43′ 50″ O                                                     | Leibnizufer: Alter Leineverlauf mit Leinebefestigungsmauer mit Stützsteinen der ehemaligen Bebauung, Duve-Brunnen | Den Duve-Brunnen ziert die Figur eines 1914 von Georg Herting geschaffenen Sämanns. |          |                |
| Leinstraße 31/32 52° 22′ 16″ N, 9° 43′ 59″ O                                                | ehem. Hahnsche Buchhandlung – Türrahmung und Sandsteingiebel                                                      | Leinstraße 31/32 war Sitz der Hahnschen Buchhandlung. | 30739415 |                |
| Leinstraße 33 52° 22′ 17″ N, 9° 43′ 59″ O                                                   | Haus Nikolai: Fragmente der Fassade vom Haus der Väter                                                            | Leinstraße 33, ursprünglicher Standort in der Leinstraße, dort 1852 abgebrochen und in Teilen in der Langen Laube wiederaufgebaut. Im Zweiten Weltkrieg dort zerstört, Fragmente 1957 am heutigen Standort eingebaut. Siehe auch: Liste der verschwundenen Bauwerke des alten Hannover.                          |          |                |
| Opernplatz 1 52° 22′ 24″ N, 9° 44′ 27″ O                                                    | Opernplatz: Opernhaus Hannover, Denkmäler von Marschner, Stromeyer, Karmarsch                                     | [ 1 ] |          |                |
| Osterstraße 30 52° 22′ 17″ N, 9° 44′ 20″ O                                                  | Wohn- und Geschäftshaus mit Renaissance-Giebel                                                                    | Osterstraße 30 |          |                |
| Osterstraße 42 52° 22′ 13″ N, 9° 44′ 23″ O                                                  | Parkhaus Osterstraße                                                                                              | 1974 erbaut nach Plänen von Heinz Wilke, gilt als herausragendes Beispiel für „Béton brut“. |          |                |
| Prinzenstraße 9 (Hintergebäude) 52° 22′ 24″ N, 9° 44′ 38″ O                                 | Ehemalige Cumberland'sche Galerie                                                                                 | erbaut 1883–1885 als Cumberland'sche Galerie nach Entwurf von Otto Goetze, seit 1903 Vaterländisches Museum / Historisches Museum, 1970–1990 Sitz des Amerika-Hauses Hannover, 1990–1992 in den Neubau des Schauspielhauses einbezogen                                                                           |          |                |
| Prinzenstraße 13 52° 22′ 22″ N, 9° 44′ 38″ O                                                | Ehemaliges Geschäftshaus                                                                                          | [ 1 ] |          |                |
| Prinzenstraße 16 (Eckgrundstück zur Sophienstraße) 52° 22′ 22″ N, 9° 44′ 40″ O              | Geschäftshaus Nordstern                                                                                           | [ 1 ] |          |                |
| Prinzenstraße 17 52° 22′ 20″ N, 9° 44′ 38″ O                                                | Wohnhaus | Prinzenstraße 17 |          |                |
| Prinzenstraße 21 52° 22′ 18″ N, 9° 44′ 38″ O                                                | Wohnhaus | Von 1946 bis 1954 Sitz des Landeskriminalpolizeiamtes Niedersachsen |          |                |
| An der Börse 1 52° 22′ 19″ N, 9° 44′ 31″ O                                                  | Concordia Feuer-Versicherung                                                                                      | [ 1 ] |          | Weitere Bilder |
| An der Börse 2 52° 22′ 20″ N, 9° 44′ 32″ O                                                  | Börse | Gebäude der Calenberg-Grubenhagenschen Landschaft; 1846–1849 nach Plänen von Ernst Ebeling im Tudorstil errichtet; seit 1923 Sitz der Niedersächsische Börse zu Hannover, nach Kriegsschäden 1951 durch Dieter Oesterlen in Stand gesetzt                                                                        |          |                |
| An der Börse 3 52° 22′ 21″ N, 9° 44′ 32″ O                                                  | Geschäftshaus | [ 1 ] |          |                |
| An der Börse 4 52° 22′ 23″ N, 9° 44′ 32″ O                                                  | Ehemalige Dresdner Bank                                                                                           | [ 1 ] |          |                |
| Schiffgraben 6 52° 22′ 17″ N, 9° 44′ 41″ O                                                  | Landeskreditanstalt                                                                                               | [ 1 ] |          |                |
| Schiffgraben 10 52° 22′ 20″ N, 9° 44′ 44″ O                                                 | Ehemaliges Provinzial-Ständehaus                                                                                  | Heute Niedersächsisches Finanzministerium |          |                |
| Schiffgraben 13 52° 22′ 22″ N, 9° 44′ 43″ O                                                 | Villa | [ 1 ] |          |                |
| Schiffgraben 17 52° 22′ 23″ N, 9° 44′ 44″ O                                                 | Villa | [ 1 ] |          |                |
| Schiffgraben 23 52° 22′ 24″ N, 9° 44′ 46″ O                                                 | Wohnhaus | [ 1 ] |          |                |
| Schiffgraben 27 52° 22′ 25″ N, 9° 44′ 48″ O                                                 | Wohnhaus | [ 1 ] |          |                |
| Schiffgraben 37, 39, 41, 43 52° 22′ 31″ N, 9° 44′ 59″ O                                     | | Im Ensemble. Erbaut zwischen 1866 und 1869 nach Plänen von Otto Goetze |          |                |
| Schiffgraben 52° 22′ 27″ N, 9° 44′ 53″ O                                                    | Eisenbahnüberführung                                                                                              | [ 1 ] |          |                |
| Sophienstraße 2 52° 22′ 22″ N, 9° 44′ 36″ O                                                 | Künstlerhaus Hannover                                                                                             | Erbaut von 1853 bis 1856 nach Plänen von Conrad Wilhelm Hase; Reliefs und Figuren an der Fassade von Wilhelm Engelhard |          |                |
| Sophienstraße 6 52° 22′ 21″ N, 9° 44′ 38″ O                                                 | Sophienhaus | erbaut um 1914 als Büro- und Geschäftshaus der Weinhandlung Fey |          |                |
| Sophienstraße 7 52° 22′ 20″ N, 9° 44′ 40″ O                                                 | Grote-Palais, Skulptur des Fechters, Meilenstein                                                                  | Erbaut 1862–1864 nach Plänen von Otto Goetze für Adolf Graf von Grote |          |                |
| Theaterstraße 3 52° 22′ 25″ N, 9° 44′ 34″ O                                                 | Wohn- und Geschäftshaus Lücke                                                                                     | Erbaut 1849–1850 nach Plänen von Christian Heinrich Tramm |          |                |
| Theaterstraße 8 52° 22′ 27″ N, 9° 44′ 38″ O                                                 | Wohn- und Geschäftshaus                                                                                           | [ 1 ] |          |                |
| Theaterstraße 11/12 52° 22′ 28″ N, 9° 44′ 36″ O                                             | Commerzbank | Die Arbeiterfiguren an der Fassade schuf 1922 der Bildhauer Georg Herting. |          |                |
| Theaterstraße 13 52° 22′ 27″ N, 9° 44′ 35″ O                                                | Wohn- und Geschäftshaus                                                                                           | [ 1 ] |          |                |
| Theaterstraße 14 52° 22′ 27″ N, 9° 44′ 34″ O                                                | Haus der Langeschen Stiftung                                                                                      | Figurengruppe 1900/1901 von Karl Gundelach |          |                |
| Theodor-Lessing-Platz 1/1a 52° 22′ 7″ N, 9° 44′ 18″ O                                       | Reste des Stadtmauerturms, Cord-Borgentrick-Turm                                                                  | [ 1 ] |          |                |
| Theodor-Lessing-Platz 2 52° 22′ 9″ N, 9° 44′ 18″ O                                          | Städtische Galerie KUBUS                                                                                          | [ 7 ] |          |                |
| Thielenplatz 52° 22′ 27″ N, 9° 44′ 39″ O                                                    | Normaluhr | Falcke-Uhr am Thielenplatz. | 30736331 | Weitere Bilder |
| Trammplatz 2 52° 22′ 2″ N, 9° 44′ 15″ O                                                     | Neues Rathaus mit Maschpark und Leineverlauf, Platz mit Brunnen                                                   | Im Ensemble Errichtet von 1901 bis 1913 nach Plänen von Hermann Eggert und Gustav Halmhuber |          |                |
| Trammplatz 3 52° 22′ 5″ N, 9° 44′ 11″ O                                                     | Reste des alten Kestner-Museums                                                                                   | 1889 erbaut im Stil der Neorenaissance; nach Kriegszerstörung 1958–1961 Wiederaufbau unter der Leitung von Irmgard Woldering; Dabei wurden die Gebäudereste von einem Neubau in Form eines Betonwürfels überformt, der 5.000 kleine Fenster enthält.                                                             |          |                |
| Volgersweg 1 52° 22′ 42″ N, 9° 44′ 57″ O                                                    | Amtsgericht Hannover                                                                                              | [ 1 ] |          |                |
| Luisenstraße 2 52° 22′ 28″ N, 9° 44′ 27″ O                                                  | Kastens Hotel Luisenhof                                                                                           | |          |                |
| Warmbüchenstraße 21 52° 22′ 20″ N, 9° 44′ 54″ O                                             | um 1914 errichtetes Wohnhaus von Oskar Barnstorf                                                                  | [ 1 ] | 30736370 |                |